# 剑池湖
剑池湖是一个位于中国浙江省龙泉县的湖泊。